# Emphysomera flavipes
Emphysomera flavipes là một loài ruồi trong họ Asilidae. Emphysomera flavipes được Macquart miêu tả năm 1834. Loài này phân bố ở vùng nhiệt đới châu Phi.